# Shuiling
Shuiling (kinesiska: 水岭, 水岭乡) är en socken i Kina. Den ligger i provinsen Hunan, i den södra delen av landet, omkring 260 kilometer sydväst om provinshuvudstaden Changsha. Antalet invånare är 11271. Befolkningen består av 5 476 kvinnor och 5 795 män. Barn under 15 år utgör 17,0 %, vuxna 15-64 år 72 %, och äldre över 65 år 10,0 %.
Genomsnittlig årsnederbörd är 1 779 millimeter. Den regnigaste månaden är maj, med i genomsnitt 278 mm nederbörd, och den torraste är oktober, med 32 mm nederbörd.